# BMT4番街線
BMT4番街線（BMT4ばんがいせん、英語: BMT Fourth Avenue Line）は、ニューヨーク市地下鉄Bディビジョンに属する地下鉄路線で、主にブルックリン区の4番街の下を走っている。D、N、R系統の列車が運行され、3往復のW系統の列車もラッシュ時に運転される。R系統は線内を終日各駅停車として走り、D、N系統は日中は急行線を、夜間は緩行線を走り、W系統は緩行線を走る。
全線が地下を走っており、ダウンタウン・ブルックリンのコート・ストリート駅の西側で、マンハッタンのBMTブロードウェイ線およびBMTナッソー・ストリート線からイースト川をくぐるモンタギュー・ストリート・トンネルからつながる複線の路線として始まる。モンタギュー・ストリートおよびウィロビー・ストリートの下を東へ走って、ディカルブ・アベニュー駅でフラットブッシュ・アベニューの下を南東へ向きを変える。ディカルブ・アベニュー駅では、北西方向のマンハッタン橋からやってくる急行線が、BMTブライトン線から分岐して4番街線に合流する。アトランティック・アベニュー-バークレイズ・センター駅で、路線は南西方向に曲がって、終点のベイ・リッジ-95丁目駅まで4番街の下を走る。アトランティック・アベニュー駅から南へ向かう途中、36丁目駅で急行線と緩行線の両方からBMTウェスト・エンド線が分岐し、59丁目駅より南では急行線がBMTシー・ビーチ線として分岐となる。
4番街は、通りの拡幅が行われた際に近隣の土地所有者に課された課税査定条件のために、路面電車も高架鉄道も敷設されたことがなかった。4番街線の建設はひとえに地域のコミュニティの努力によって実施された。路線の開通後、それに伴う開発がダイカー・ハイツ、フォート・ハミルトン、ベイ・リッジといった地域を変化させていった。ディカルブ・アベニュー駅の分岐構造の改造の一環として、マートル・アベニュー駅が1956年に廃止されている。

## 経路

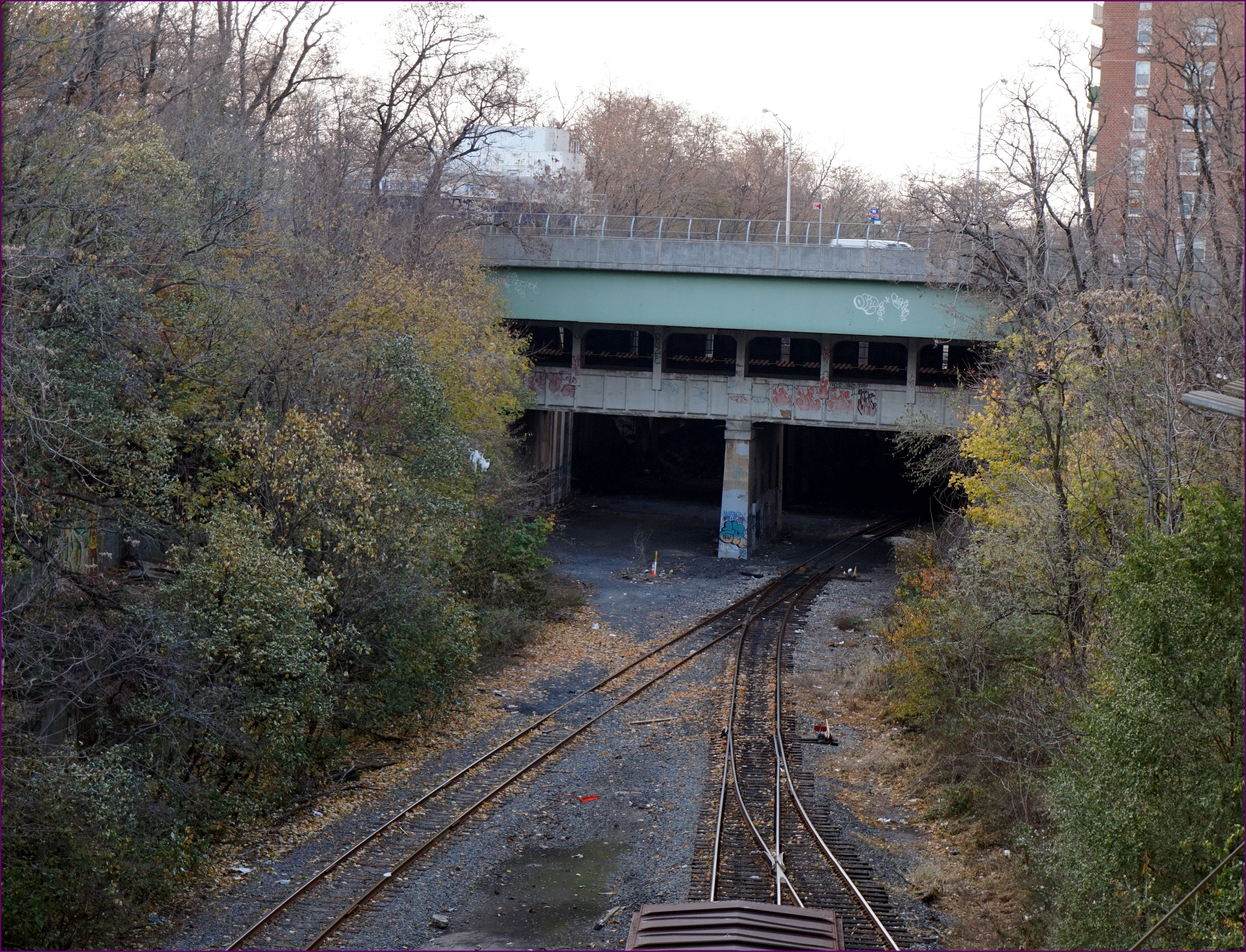
ロングアイランド鉄道ベイ・リッジ支線の上を渡る4番街線の橋、橋にはさらに2本の線路を通す余地がある

ディカルブ・アベニュー駅から南へ向かってフルトン・ストリートを離れ、4本の線路が59丁目駅のすぐ先まで4番街の下を続く。36丁目駅の南でBMTウェスト・エンド線（かつてのニュー・ユトヒト・アベニュー高架線）が東側に分岐して、その終点コニー・アイランド-スティルウェル・アベニュー駅へ向かう:17–18。1954年までは、BMTカルバー線もここで分岐しており、その後カルバーシャトルとして運行されていたが、1975年に廃止された。BMTシー・ビーチ線がコニー・アイランド-スティルウェル・アベニュー駅へ向かって東に掘割構造で分岐していった後、4番街線は線路2本となって終点のベイ・リッジ-95丁目駅へと4番街の下を走る。この区間は複線として建設されたが、必要が生じれば59丁目から85丁目までは追加で急行線を敷設できるように準備がされている。
路線の北部では、ブルックリン・ハイツやダウンタウン・ブルックリンを通る。中央部では4番街の東にパーク・スロープ、西にボアウム・ヒル、続いてゴワナス、南にサンセット・パークにそれぞれ面している。南部では、ベイ・リッジやフォート・ハミルトンを通っている。

## 運行系統
以下の系統が4番街線で運行されている。
| 系統 | 系統               | 運行                         | 運行                     | 運行                                                               | 運行                | 運行                             |
|      | 時間帯             | ディカルブ・アベニュー駅以西 | ディカルブ・アベニュー駅 | アトランティック・アベニュー-バークレイズ・センター駅 - 36丁目駅間 | 36丁目駅 - 59丁目駅 | 59丁目駅 - ベイ・リッジ-95丁目駅 |
| ---- | ------------------ | ---------------------------- | ------------------------ | ------------------------------------------------------------------ | ------------------- | -------------------------------- |
|      | 夜間以外           | 運行なし                     | 運行なし                 | 急行                                                               | 運行なし            | 運行なし                         |
| 夜間 | 運行なし           | 各駅停車                     | 各駅停車                 | 運行なし                                                           | 運行なし            |                                  |
|      | 夜間以外           | 運行なし                     | 運行なし                 | 急行                                                               | 急行                | 運行なし                         |
| 夜間 | 各駅停車           | 各駅停車                     | 各駅停車                 | 各駅停車                                                           | 運行なし            |                                  |
|      | 常時               | 各駅停車                     | 各駅停車                 | 各駅停車                                                           | 各駅停車            | 各駅停車                         |
|      | ラッシュ時一部列車 | 各駅停車                     | 各駅停車                 | 各駅停車                                                           | 各駅停車            | 運行なし                         |

4番街線では通常時、4番街線全線を走るR系統が緩行線に、シー・ビーチ線に入るN系統とウェスト・エンド線に入るD系統が急行線に運行されている。平日は、緩行線を使用してモンタギュー・ストリート・トンネルを経由しつつN系統のルートを運行するW系統が1日3往復運行されている。ディカルブ・アベニュー駅からマンハッタン方面へは、緩行線はモンタギュー・ストリート・トンネルをくぐってロウアー・マンハッタンに入り、ホワイトホール・ストリート駅へとBMTブロードウェイ線に入るか（N系統、R系統）、またはブロード・ストリート駅へとBMTナッソー・ストリート線へと入る。ただしこの経路に運行される系統はM系統が2010年に経路変更された以降は定期運行に使用されていない。急行線はマンハッタン橋を通ってマンハッタンへ行き、BMTブロードウェイ線キャナル・ストリート駅の急行線へ行く（N系統）か、IND6番街線グランド・ストリート駅へ行く（D系統）。

## 歴史

### 背景

#### 前史
この地域への交通網は、マンハッタンと結ぶ39丁目フェリーが1889年に開通したことに始まる。1888年から1893年にかけて、5番街の新しい高架鉄道が開通した。当初はこの路線は27丁目止まりで、そこで馬車に乗り換えることができた。1892年にブルックリン初の路面電車が開通し、フェリー桟橋から2番街を65丁目まで、そしてその先は3番街を走った。このさいに5番街高架線は3番街・65丁目まで延長された。
南ブルックリンにおける建設ブームは1902年から1903年頃に始まった。マンハッタンやそのほかの地域から何千人もの人たちがこの地域にやってくるようになった。1905年から1906年にかけて、不動産価格はほぼ100パーセント増加した。この成長は、交通手段が改良される見込みが出てきたことによってさらに刺激された。交通手段の改良が、この地域を隔絶された農場地帯から、商工業地区の中心へと変えていった。

#### 計画
4番街線はデュアル・コントラクト（二重契約）の一環として建設された。これにより、並行する古い5番街と3番街の高架鉄道を置き換えて取り壊すことになった。1902年にウェスト・エンド通商委員会は、高速交通委員会に対して、バッテリー・パークからアトランティック・アベニュー、ハミルトン・アベニューを通ってコニーアイランドへ向かう地下鉄路線を支持すると発表した。1905年4月10日に、地下鉄路線建設を支援する市民委員会が設立された。
1906年には、4番街地下鉄計画に86丁目からダイカー・ハイツとベンソンハーストを通る支線が付け加えられた。この時点ではこの支線は承認されなかったが、この時点でこの地域にとって必要な交通計画の一部であるとみなされた。この路線はディーン・ストリートからフォート・ハミルトンへの複々線として計画され、そこからイースト川をくぐる地下鉄トンネルおよびマンハッタン橋を渡る橋につながることになっていた。さらに37丁目から私有地と38丁目の下を通ってサウス・ブルックリン鉄道へとつながる複線の支線も計画された。このほかに63丁目と64丁目の間で分岐してシー・ビーチ鉄道へつながる複線の支線も計画された。65丁目より南では、本線は複々線のまま100丁目まで通じることになっていた。別の支線の提案として、ニュー・ユトレヒト・アベニューを通る地下鉄もあった。この路線は複々線で、40丁目で分岐してニュー・ユトレヒト・アベニューと86丁目に曲がり、23番街と24番街の間に向かう。そこから路線は高架鉄道線となってコニーアイランドへ向かうことになっていた。4番街線から86丁目で分岐する支線もここに合流することになっていた。
地下鉄建設の代替案として、技術者のF.H.ベーアはブルックリンにモノレールを導入する提案を行った。1両に80人から120人の旅客を乗せ、100マイル毎時（約160 km/h）で走ると提案されていた。ニューヨーク市議会に4本の路線の申請が提出され、このうち最初の路線が南ブルックリンを走ることになっていた。フラットブッシュ・アベニューとアトランティック・アベニューの交差点から、4番街に沿って86丁目または86丁目へ走り、そこから東へ向きを変えてスティルウェル・アベニューへ、そして西12丁目へ入って、コニーアイランドに設けられた終端ループ線へ続くことになっていた。
1905年6月1日に、高速交通委員会はフォート・ハミルトンへの4番街線のルートを採択した。1905年7月7日に提案が予算委員会に提出され、7月14日に承認された。市長は7月28日に案に署名した。高速交通委員会は計画されていたルートに沿った土地の所有者から必要とされる承認を得られず、1906年6月18日にニューヨーク州控訴裁判所によってルートが承認された。この計画には、当時フラットブッシュ・アベニューの下を走ることが計画されていた、インターボロー・ラピッド・トランジット (IRT) ブルックリン延長線との間の連絡も含まれていた。他の提案されていたルートへの線路の連絡も計画されていた。このルートはパシフィック・ストリート、コート・ストリート、モンタギュー・ストリートの下を走って、イースト川をくぐってマンハッタンへ至ることになっていた。このルートは実際には建設されなかったが、ホワイトホール・ストリート駅の南のモンタギュー・ストリート・トンネル南側の壁にはそのための準備工事がなされている。
1906年12月7日に予算委員会は、2件の入札を行うことを推薦した。1件は路線の建設で、もう1件は路線の設備と運営に関するものである。フランク・ハドソンがコニーアイランドへの支線に固執したことから、この支線も計画に加えられた。1907年5月31日に高速交通委員会は予算委員会に対して、上記2件の入札を撤回して、建設の入札のみを単独で実施できるように求め、計画の準備と契約を認可した。1907年6月4日、予算委員会は高速交通委員会に対して、2件の入札の件を撤回し、高速交通委員会が建設のみの入札をできるように承認した。1907年6月27日に高速交通委員会は計画と契約を、アシュランド・プレイスとフルトン・ストリートの位置から、サケット・ストリートと4番街までの区間を除き、承認した。高速交通委員会は1907年7月1日に公共サービス委員会に引き継がれ、新しい委員会ではこの路線の計画承認をためらっていた。南ブルックリンの住民はこの遅れに怒り、1907年9月11日に開かれた会議に3000人の人々が集まって、公共サービス委員会に行動するよう強く訴えた。1907年10月および11月、公共サービス委員会は、勾配と地下鉄の高さを15フィート（約4.5メートル）に増やすという変更を加えて、計画と契約を承認した。

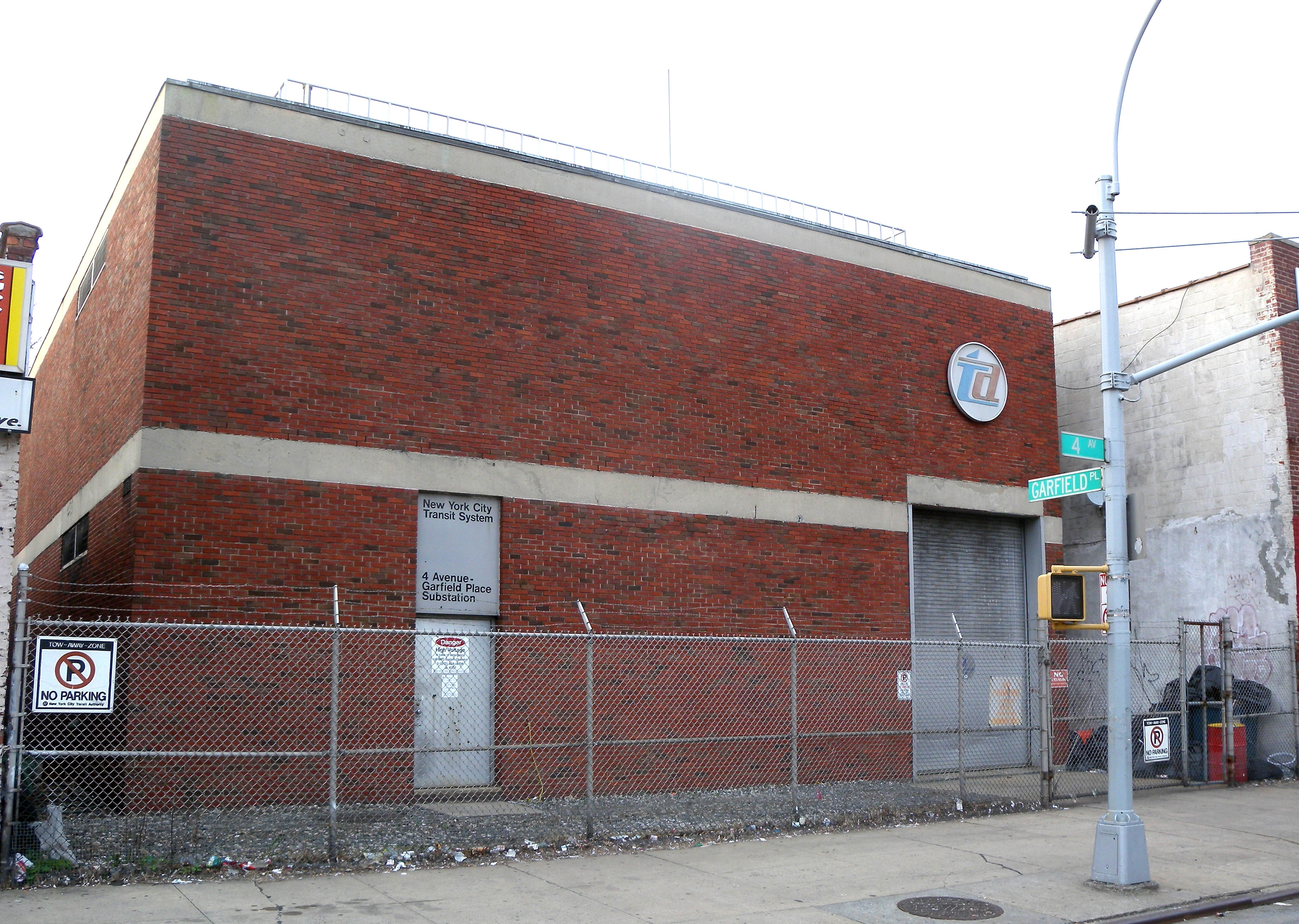
ガーフィールド・プレイス変電所、4番街線に電力を送っている

公共サービス委員会の委員は、1908年3月10日に計画を承認し、路線の契約を提案した。1908年3月20日に予算委員会の会合において、担当者のメッツはこの計画を委員会内に設けられた組織に検討のために送り、会合に集まっていた500人もの地下鉄計画支持者たちを怒らせることになった。ブルックリン区の区長であったコラーは、主任技術者のルイスがプロジェクトの建設に反対であることを引いて、委員会に抗議した。この決議は破棄されたが、主たる決議は3分の2の多数を得られなかった。その後メッツは、債務上限が定められるまで委員会の活動を差し止める命令を得た。これによりいかなる行動も妨げられることになった。聴取ののち、トレイシーがこのプロジェクトの費用は1500万ドルで債務上限以内であると発表し、1908年3月27日にニューヨーク市長ジョージ・B・マクレラン・ジュニアと担当者のメッツが同僚らとともに4番街線の建設を進める決議を満場一致で可決した。
詳細な計画が1908年に公共サービス委員会によって作成された。この計画はIRTの路線を走らなくて済むように変更された。独自の線路を走るようにしたことで、標準の10フィート幅の車両がトンネルを走れるようになり、IRT以外の鉄道会社によっても運営が可能となった。IRTの線路を使わずにマンハッタンに連絡するために、他の路線のために建設された区間を一部利用することになった。改訂によりマンハッタン橋を通るルートを使うことになったが、これは当初は1909年に承認され、IRTイースタン・パークウェイ線とネヴィンズ・ストリート駅の東側のフラットブッシュ・アベニューで接続して、キャナル・ストリート駅および提案されていた3番街の地下鉄につなぐために構想されたものであった。この線路はマンハッタン橋の南側・北側の両方の線路を使う予定になっていた。

#### 建設
43丁目からマンハッタン橋までの区間の契約は1908年5月22日に結ばれたが、予算委員会は納税者が起こした市の債務に関する訴訟が解決するまでこの契約を承認しなかった。契約は1909年10月29日に承認された。契約からその承認までの間に、25,000人の南ブルックリン住民が支援し、4番街線を支持すると宣誓する候補のみを市議会選挙で支援する、超党派の政治団体が結成された。
路線の計画と測量が完了した後、地下鉄の最初の区間となる、ディカルブ・アベニュー駅から43丁目（終点は36丁目駅）の区間の起工式が1909年11月13日にディカルブ・アベニューとフラットブッシュ・アベニューにおいて実施された。この区間は1916年に完成した。1911年6月には掘削工事の70パーセント以上が完了していた。マンハッタンのように硬い基盤岩を掘削する必要はなく、実際のところブルックリンの地質は砂であったことからあまり難しいことはなかった。路線の最初の区間の建設は6か所に分割された。路線の建設は南ブルックリンのベイ・リッジ、ダイカー・ハイツ、フォート・ハミルトン、バス・ビーチ、コニーアイランドといった地域を変えると期待されていた。
27丁目から43丁目までのルート11A46と呼ばれる区間の建設は、1909年12月10日に開始され、1912年10月に完成した。10丁目から27丁目までのルート11A3と呼ばれる区間は1909年12月20日に起工され、1912年5月に完成した。10丁目とサケット・ストリートの間のルート11A2は1909年12月20日に着工され、1912年9月に完成した。この区間の建設開始の4日前、アシュランド・プレイスと4番街の下のフルトン・ストリートからサケット・ストリートまでの区間も着工された。ルート11A1あるいは11E1と呼ばれるこの区間は1915年に完成した。1910年3月18日にマンハッタン橋の複々線区間の工事が始まった。1912年9月に完成した。

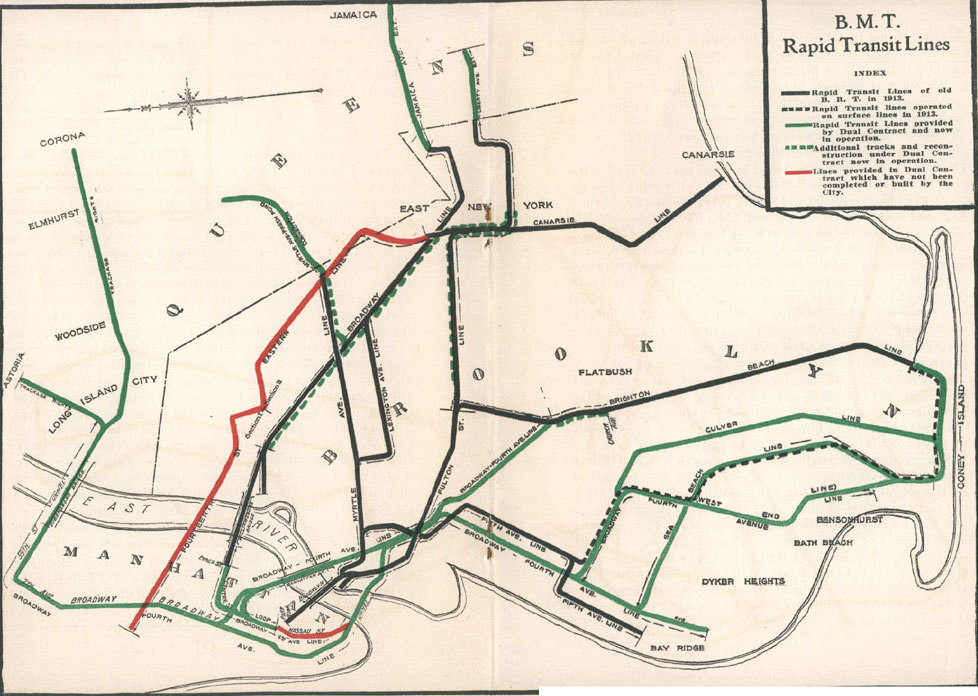
BMTがデュアル・コントラクトによって建設した範囲、1924年

契約が結ばれてからほどなく、公共サービス委員会はBMT、IRTとデュアル・コントラクトの実行に関して協議を開始した。4番街線は、デュアル・コントラクトの第4契約の一環として、BMTの子会社であるニューヨーク・ミュニシパル鉄道に対して49年間貸し出された。デュアル・コントラクトは1913年3月19日に締結された。デュアル・コントラクトの交渉中の1912年に、4番街線延長線の建設がデュアル・コントラクトの一環として推奨され、1912年2月15日に予算委員会に承認された。公共サービス委員会は1912年6月14日に主任技術者に対して計画作成を指示し、延長に関する契約「ルート11B」は1912年9月16日に結ばれた。のちに、延長する契約は64丁目と65丁目の間でシー・ビーチ線との接続を行うように修正された。
86丁目駅のすぐ南から89丁目までの路線南端の区間の建設は、1912年10月末に開始された。こうした南部の区間は、それ以前に存在していた地上の鉄道を置き換える何本かの支線とともに建設された。36丁目で分岐するBMTウェスト・エンド線、59丁目駅の南で分岐するBMTシー・ビーチ線である。地下鉄の開通を見込み、4番街沿い、特にベイ・リッジにおいて、住宅建設や開発のブームが巻き起こった。1913年1月24日に、61丁目と89丁目の間に当たるルート11B2の県せて巣が開始された。この区間は4番街の西側に複線の構造で建設され、将来4番街の東側にさらに複線を増設できるようになっていた。ロングアイランド鉄道ベイ・リッジ支線を跨ぐが4番街の下に位置する橋は4本の線路に備えて建設されたが、西側の2本の空間のみが使用されている。86丁目駅は将来4本の線路を備え2本の島式ホームを持つ急行駅となるように設計された。2本の追加の線路が建設された場合、59丁目駅より南にある各駅停車のみが停車する駅の東側のプラットホームは撤去されることになっていた。この区間の工事は1915年に完成した。1913年3月15日に43丁目から61丁目までの区間、ルート11B1の建設が開始された。当初はこの区間は複線で計画されていたが、建設の中盤にシー・ビーチ線への連絡が追加されたのち、計画は複々線へと変更された。この区間は1915年に完成した。

#### 当初の地下鉄との差異
4番街線の規格は、1904年にIRTが最初の地下鉄を開通させた際の規格とは異なっている。IRTの路線では、レール上の天井高さは12.83フィート（3.91メートル）であるが、4番街線では15フィート（4.6メートル）となっており、より大型の地下鉄車両の導入を可能としていた。防水構造がトンネルの床の下、側面、天井の上に施され、水の侵入を防ぐ配慮がされていた。これにより、当初の地下鉄に比べて暑い時期でも涼しくなるように期待したものであった。軌道の間に分割する壁がつくられて換気を改善するようになっているとともに、この壁に隙間を作ることで作業員の安全にも配慮した。プラットホームが曲線にあると不便であることから、急行用・緩行用ともにすべてのプラットホームがまっすぐに造られた。緩行用の駅は当初全長435フィート（133メートル）、急行用の駅は全長480フィート（150メートル）あり、急行は8両編成、緩行は6両編成に対応した。各駅とも白と大理石模様のタイルで仕上げられ、駅ごとに異なる色の配置が採用されて、常時利用する旅客は色模様だけで駅を区別できるようになっていた。

### 初期

#### 開通
この路線の全区間を最初に走った列車は、1915年6月15日に運行された試運転列車であった。この時点では急行線は未完成であったため、緩行線を使用して運行された。この日の早い段階で走った列車は、幅が広すぎたディカルブ・アベニュー駅のプラットホームをいくらか削ってしまった。この時点で、6月19日に記念運転を行い、6月21日から一般営業を行う計画となっていた。しかし開通日は1915年6月22日に遅れ、この日にマンハッタン橋からシー・ビーチ線までが開通した。記念運転はこの3日までに実施された。当初は、BMTブロードウェイ線はまだ開通していなかったため、BMTナッソー・ストリート線経由でチェンバーズ・ストリート駅まで運行された。路線の最初の区間の建設費は約3000万ドルであった。
路線の開通前には、信号システムの問題から7月4日までは開業できないであろうと見込まれていた。路線の建設に大きな変更が加えられた点は完成した。ディカルブ・アベニュー駅を急行停車駅に変更したことである。当初は、ディカルブ・アベニュー駅は緩行のみ停車する駅となる予定であった。しかし建設の中盤に、急行停車駅に変更され、渡り線を設置する必要ができた。この変更の理由は、デュアル・コントラクトによって課された要求によるものである。ディカルブ・アベニュー駅の西でフラットブッシュ・アベニュー延長線を通じてマンハッタンのブロードウェイ線と4番街線を接続することになる、追加のホワイトホール-モンタギュー・ストリートルートの建設が行われることになった。この駅を急行停車駅とすることで、モンタギュー・ストリート線から急行運転をしてきた列車がこの駅に停車することができるようになる。急行線と緩行線を結ぶ渡り線によってこのことが可能となる。路線の開通後も建設工事は続けられ、これにより数週間にわたり営業運転は緩行線のみを使って行われることになった。もう1点建設中に変更されたことがあった。当初の計画では、ウェスト・エンド線への接続は40丁目に設けられることになっていた。しかし、第4契約に従って38丁目に接続点を変更する必要があり、既に完成していた接続点を改修する必要があった。そのために36丁目駅を一部造り直す必要があった。工事は1915年6月にほぼ完了した。

#### 延長
59丁目駅から86丁目駅までの区間は1916年1月15日に開通した。

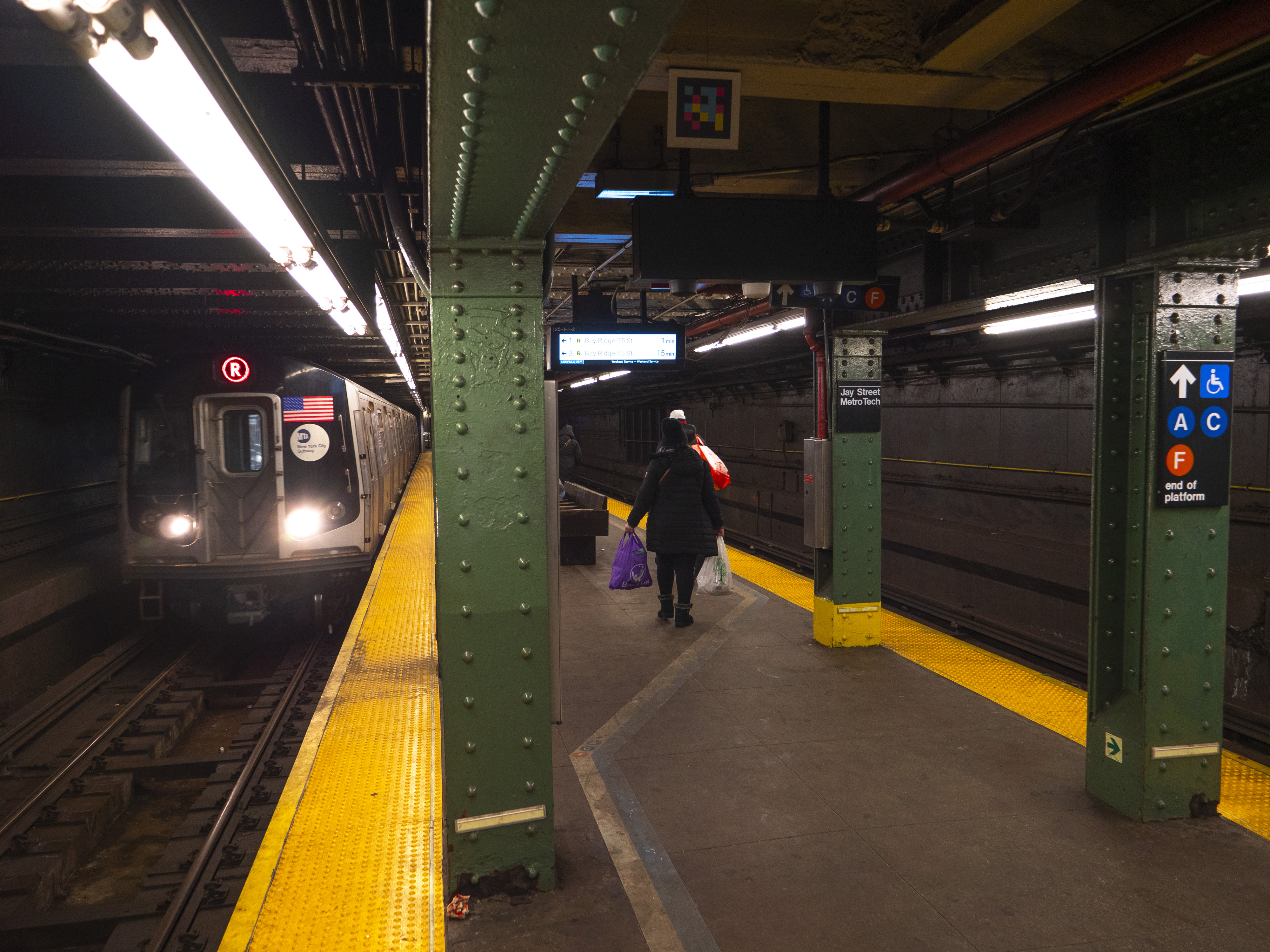
後から建設されたローレンス・ストリート駅（現ジェイ・ストリート-メトロテック駅）

モンタギュー・ストリート・トンネルとそれにつながる地下鉄路線の契約は承認されたものの、1916年にローレンス・ストリートとウィロビー・ストリートに追加の駅を建設することが決定された。1917年に最初の契約が修正され、駅の準備が追加された。工事は1917年10月に開始されたが、第一次世界大戦に伴う物資や労働力の不足に伴って、1918年5月18日に中断され、この時点でおよそ半分まで駅の工事が進んでいた:51。モンタギュー・ストリート・トンネルとこの駅を通る営業運転は1920年8月1日に開始され、営業列車が通過するそばで駅の工事が行われることになった。この路線はモンタギュー・ストリート・トンネル線と呼ばれた。
1922年5月18日に建設が再開され、鋳鉄で覆工された2本のトンネルの間に島式ホームを設置し、メザニン（中2階のコンコース）、駅の入口の建設が行われ、このために道路側からの掘削が必要となった。1924年6月11日にローレンス・ストリート駅が開業し、この時点ではローレンス・ストリートへの出入口だけが使用開始され、後にブリッジ・ストリート側の出入口が開設された。プロスペクト・パーク駅まで、駅の開業を記念する臨時列車が運転された。特徴として、この駅の西側の端にはプラットホームの下側にまで部分的に入り込んだ渡り線の分岐器があり、これを避けるためにプラットホームが折り畳み式となっていた:51。
1922年8月25日、交通委員会は主任技術者としてロバート・リッジウェイを指名し、87丁目からフォート・ハミルトンまで4番街線の延長計画をさせた。当初はこの延長区間に複数の駅が検討された。この延長は、スタテンアイランドへザ・ナローズをトンネルでくぐって結ぶ第一段階になるはずであった。最終的に、91丁目には駅は建設されなかった。会議において、86丁目と新しく終点となる95丁目の間に追加の駅を建設する費用を、93丁目、94丁目、95丁目に出入口を備えた大規模なターミナル駅を建設するために用いた方が良いと判断された。1922年にはほかにも延長が計画された。4番街線の支線で、86丁目に沿って18番街まで走り、ニュー・ユトレヒト線をコニーアイランドへ連絡するルート19、将来的な10番街の地下鉄、そして4番街線の支線で67丁目からスタテンアイランドを目指すルート20である。
1922年12月28日に交通委員会は、4番街線を半マイル（約0.8キロメートル）延長する契約11Bを、T.A.ジャイルスパイ社との間で150万ドルで結んだと発表した。しかし、予算委員会がこの契約について行動しなかったため、1923年3月7日に契約者が撤退した。交通委員会は予算委員会の契約承認の遅れを責めた。委員会は、建設費用の上昇により市は大きな損害を被るだろうとし、契約は市にとってかなり有利なものであったとした。契約11Bの一環として、延長区間は複線で、95丁目の北の短区間だけ3線になる。この延長区間はスタテンアイランドへの延長路線の準備をして建設されることになっていた。交通委員会の理事のルロイ・ハーケスの働きかけの結果として、契約は再度入札にかけられることになった。1923年11月2日、予算委員会は最初に入札しながら撤退していたのと同じ、T.A.ジャイルスパイ社との契約を承認した。交通委員会はプロジェクトの遅れのために、プロジェクトの完成を早めるように11月3日に指示を出した。建設は1923年12月17日に開始された。

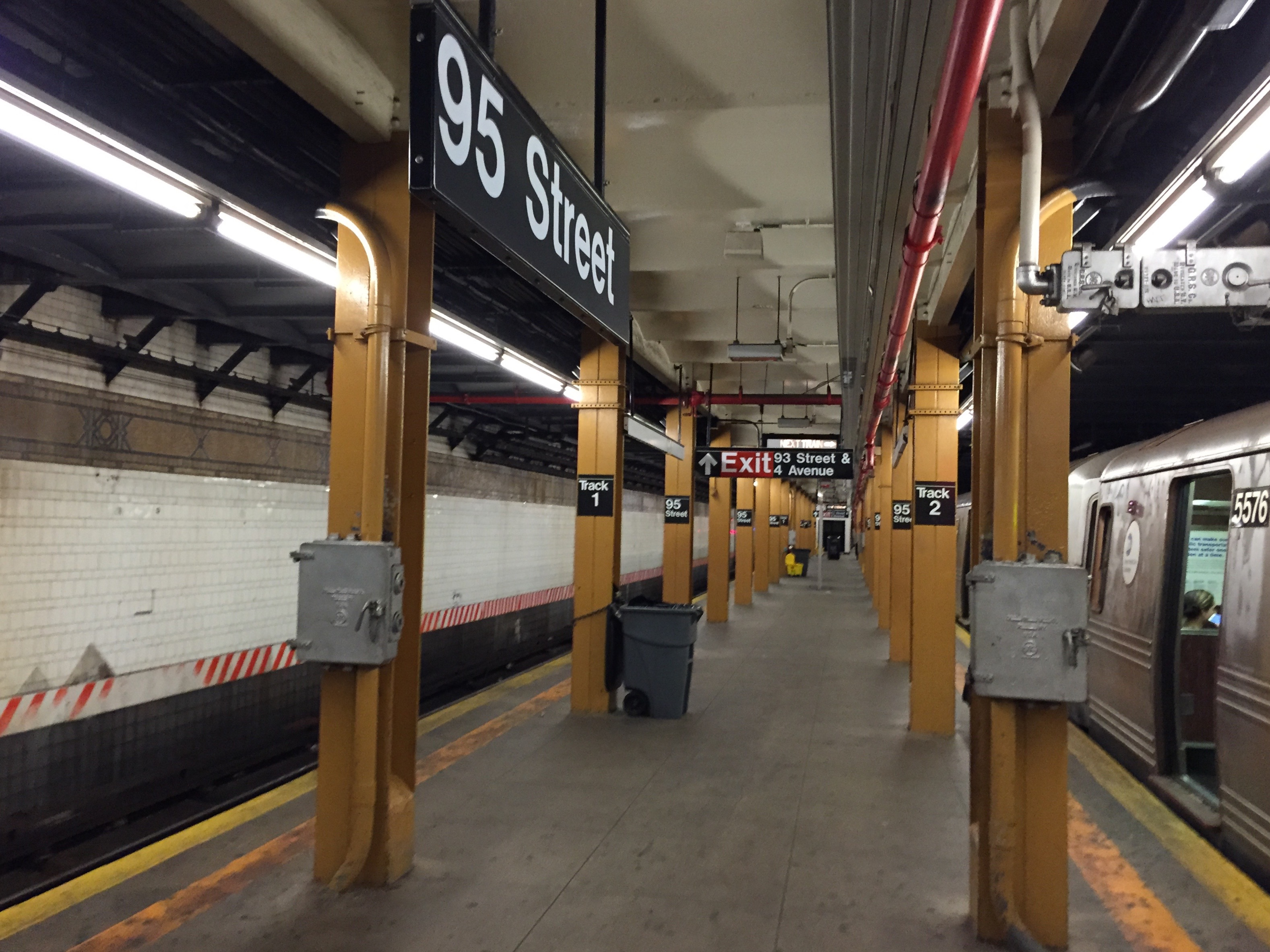
1925年に開業したベイ・リッジ-95丁目駅

1925年2月16日に交通委員会は4番街線にある12の駅（マートル・アベニュー駅、ディカルブ・アベニュー駅、パシフィック・ストリート駅、ユニオン・ストリート駅、9丁目駅、プロスペクト・アベニュー駅、25丁目駅、45丁目駅、53丁目駅、ベイ・リッジ・アベニュー駅、77丁目駅そして86丁目駅）を8両編成に対応するようにプラットホームを63万3000ドルをかけて延長する計画を準備するように技術者に指示した。その月の後半、2月28日に、委員会は95丁目駅を完成させる契約を入札にかけると発表した。この駅は契約の中では、2本の番線を備え、530フィート（約159メートル）の長さのプラットホームを持ち8両編成に対応するように建設されることになっていた。信号扱所や指令員の事務所もこの駅に設けられることになった。1925年4月22日に、BMTは信号設備、駅の管理および照明、排水、換気、電話ケーブルに20万ドルを割り当てたと発表された。95丁目駅への最後の延長、ルート18は1925年10月31日に開通した。

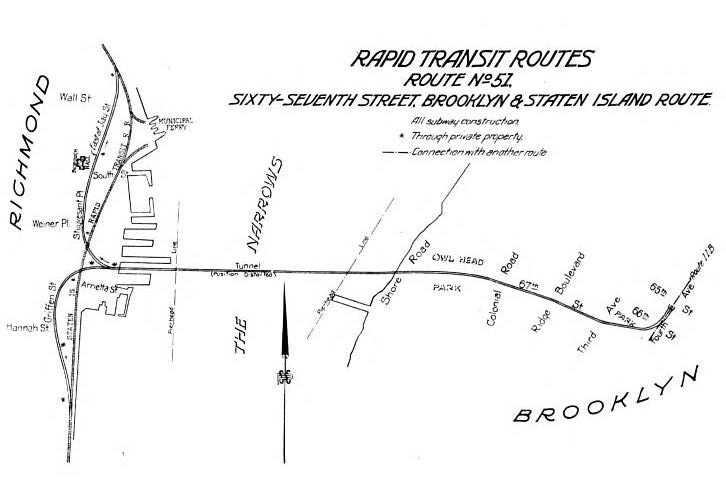
提案されていたスタテンアイランドトンネルが66丁目から分岐する計画となっていた

この路線は、スタテン島への2本のトンネルを経由してスタテンアイランド鉄道につながる計画であった。1本は59丁目駅の南のベイ・リッジにおいて分岐し、スタテンアイランド鉄道のトンプキンスヴィル駅近くの支線に接続するものである。もう1本は、フォート・ハミルトンの95丁目駅の南にあり、現在のヴェラザノ＝ナローズ・ブリッジの経路を取るものである。前者はスタテンアイランドトンネルという計画として、1923年に着工されたが、すぐに中断された。のちに、4番街線をヴェラザノ＝ナローズ・ブリッジ経由でスタテンアイランド鉄道に接続する提案が行われたが、橋は鉄道を通す準備がされずに建設された。実際のところスタテンアイランド鉄道は、ME-1という新車をBMTの路線を運行できる仕様で製作しており、そのためもありBMTのABスタンダードという車両に強く類似している。

### 1950年代以降

#### ディカルブ・アベニュー駅改良
ディカルブ・アベニュー駅の北と南にディカルブ・アベニュー・ジャンクション（分岐点）が位置しており、南側には4番街線とBMTブライトン線、北側にはマンハッタン橋の複々線とモンタギュー・ストリート・トンネルがつながる接続点となっている。1927年に、より長い列車に対応するためにディカルブ・アベニュー駅のプラットホームが延長された。このプラットホーム延長は駅の南側の曲線に伸ばされたが、1960年に駅の北側の直線区間にプラットホームを延長することで置き換えられ、南側の延長部は廃止となった。ディカルブ・アベニュー駅の北側には、エスカレーターを備えた新しい改札階が設けられた。この改札階からの出入口がフラットブッシュ・アベニューの両側、フリート・ストリートとウィロビー・ストリートへと設けられた。
1950年代半ばまで、一番外側の線路は4番街線緩行線であり、その1本内側がブライトン線であった。一番真ん中の線路はディカルブ・アベニュー駅のプラットホームに面していない4番街線急行線であった。駅の北側に設けられた平面交差の渡り線により、どの線からもマンハッタン橋の北側、南側、そしてモンタギュー・ストリート・トンネルへと列車を走らせることができるようになっていた。4番街線緩行線はまっすぐ駅の西側のマンハッタン橋に向かい、ブライトン線の線路はまっすぐモンタギュー・ストリート・トンネルへと通じており、両者の間の渡り線により列車はマンハッタン橋に向かうかトンネルに向かうかが決まっていた。これが4番街線とブライトン線の多くの列車の遅延の原因となっており、1952年にこの分岐点が改良工事の最優先課題に挙げられた。
1956年から1961年4月までの分岐点改良工事の間、ブライトン線の線路はディカルブ・アベニュー駅のもっとも外側の線路につながっていた。駅北側の渡り線がボトルネックとなっていたが、この改良工事により2か所の立体交差に置き換えられた。駅のすぐ北側にあったすべての分岐器が撤去された。分岐点からマンハッタン橋にかけては改築された。新しい立体交差を造る場所を生み出すために、1956年7月16日にマートル・アベニュー駅は廃止となった。この駅の北行のプラットホームは、なおも通過中の列車から見ることができるが、南行のプラットホームは立体交差建設にあたって撤去された。1957年から1958年にかけて、新たな線路と分岐器がディカルブ・アベニュー駅南側に設置された:76。プラットホームも60フィート（約18メートル）車両の10両編成に対応するために全長がほぼ2倍となった。この分岐点の改良により、分岐点の線路容量が25パーセント上がったと推定されている。この改良によりマンハッタン橋を通る列車が増え、IND6番街線へ（そしてクイーンズやブロンクスのIND路線群へ）連絡する列車が増えることから、クリスティー・ストリート連絡線のプロジェクトもこの改良に連携したものであった。

#### その他のプロジェクト
かつては4番街線からの列車が、36丁目駅から分岐し、グリーンウッド墓地南にある9番街駅下層階を通り、今は撤去された高架路線のBMTカルバー線へと走っていた。カルバー線は1954年10月30日から、インディペンデント・サブウェイ・システム (IND) の南ブルックリンの路線に接続されるようになった後、この列車はディトマス・アベニュー駅で折り返すようになった:72, 74。その後、BMTカルバー線の列車はディトマス・アベニュー駅と9番街駅の間のシャトル運行となった。シャトル運行は1975年に打ち切られ、1980年代および2010年代に2か所の廃止された駅の敷地に住宅開発が行われた。かつての高架線の一部がわずかながらディトマス・アベニュー駅に残存している。
2017年1月に、MTAは36丁目から59丁目までの急行線上のトンネルを改修する計画を発表した。2010年代の4番街における再舗装工事により、雨水が下水ではなくトンネル構造に染み込むようになったため、構造が腐食するようになっていた。こうした工事はアトランティック・アベニュー-バークレイズ・センター駅と36丁目の間でも実施されることになった。工事は2017年5月に始まり、2020年3月に終わる予定である。2018年5月から2019年5月まで、工事のために急行線の使用が中止される。

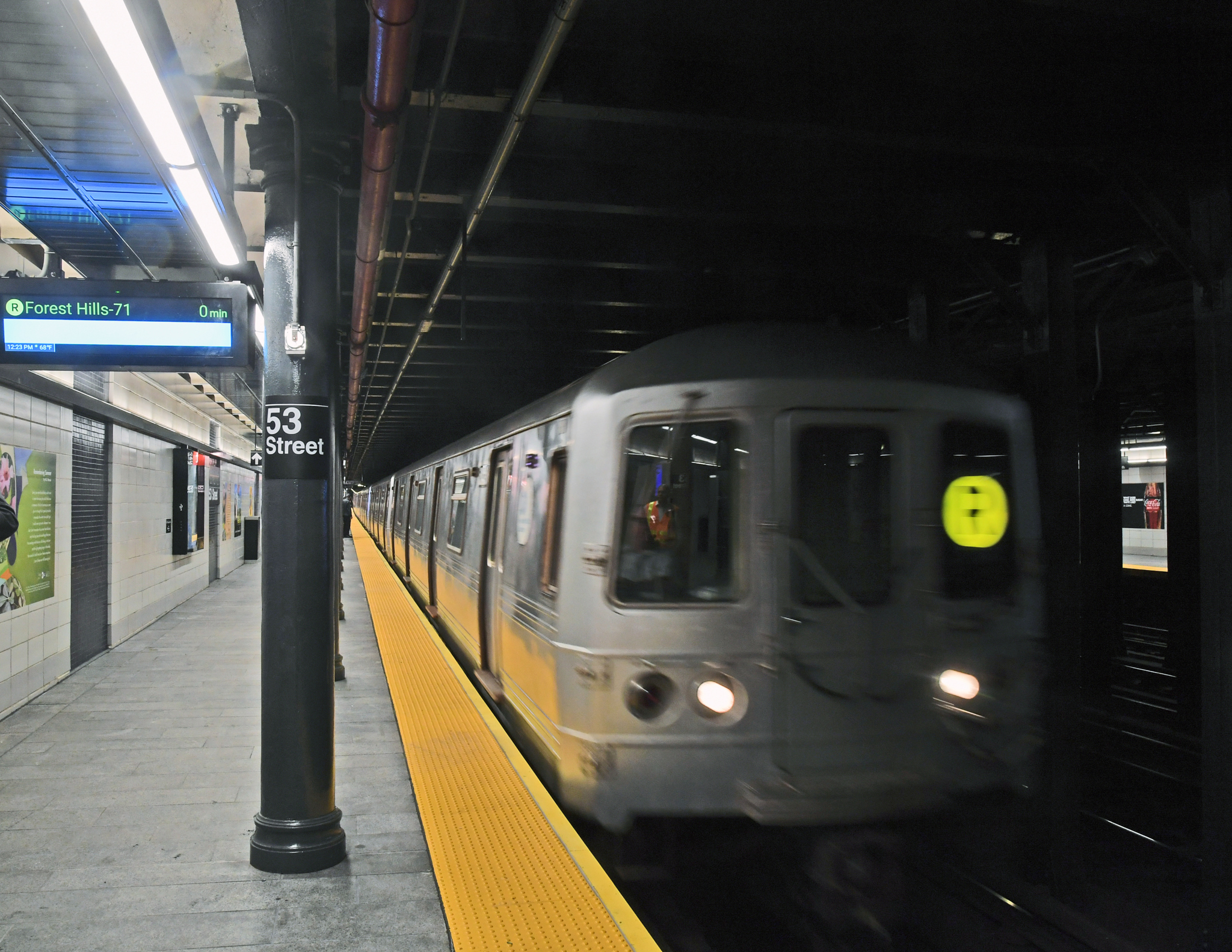
改修された53丁目駅

2015年から2019年までのMTAの投資計画にある駅拡張構想では、この路線にあるうちの3駅、プロスペクト・アベニュー駅、53丁目駅、ベイ・リッジ・アベニュー駅が選択され、完全なオーバーホール工事が実施されることになった。過去に行われたMTAの駅改良工事では、駅を部分ごとに閉鎖して部分ごとに改良していったのと異なり、これらの3駅では6か月にわたって完全に閉鎖して改良工事をスピードアップすることになった。改良工事としては、携帯電話の基地局の設置、WiFiの導入、USB充電ステーションの設置、案内・地図システムの導入、案内標識類や照明の交換などが実施される。2016年1月から5月にかけて、アラップがコンサルティングを務め、グリムショー・アーキテクツによって駅改良工事の設計が行われた。これら3駅の改良工事を含む改良パッケージ1の契約相手は2016年11月30日に発表された。駅は2017年3月から6月にかけて、調整してずらした時期に営業休止されるようにされ、まず53丁目駅が最初に、続いてベイ・リッジ・アベニュー駅、そして最後にプロスペクト・アベニュー駅となった。2017年9月から12月にかけて、順番に営業を再開するように計画された。53丁目駅が最初となる9月8日に営業再開し、ほぼ1か月後の10月13日にベイ・リッジ・アベニュー駅が再開した。改良3駅で最後となるプロスペクト・アベニュー駅は、予定より約1か月早い2017年11月2日に営業を再開した。

## マイルポストの表記
4番街線のマイルポストに表記されている路線記号は、BMT Fである。

## 駅一覧
| 凡例                               | 凡例               |
| ---------------------------------- | ------------------ |
| Stops all times                    | 終日停車           |
| Stops all times except late nights | 深夜を除き終日停車 |
| Stops late nights only             | 深夜のみ停車       |
| Stops late nights and weekends     | 深夜・週末のみ停車 |
| Stops weekdays only                | 平日のみ停車       |
| Stops rush hours only              | ラッシュ時のみ停車 |
| 時間帯詳細                         |                    |

| 所在地 （おおよその位置）                          | バリアフリー・アクセス                                                                                            | 駅                                                    | プラットホーム                                     | 停車列車                                           | 開業年月日                                         | 乗換および備考 |
| モンタギュー・ストリート・トンネル分岐線（N R W ） | モンタギュー・ストリート・トンネル分岐線（N R W ）                                                                | モンタギュー・ストリート・トンネル分岐線（N R W ）    | モンタギュー・ストリート・トンネル分岐線（N R W ） | モンタギュー・ストリート・トンネル分岐線（N R W ） | モンタギュー・ストリート・トンネル分岐線（N R W ） | モンタギュー・ストリート・トンネル分岐線（N R W ） |
| -------------------------------------------------- | --- | ----------------------------------------------------- | -------------------------------------------------- | -------------------------------------------------- | -------------------------------------------------- | --- |
| ダウンタウン・ブルックリン                         | 改札階から中間階の間のみエレベーターあり                                                                          | コート・ストリート駅                                  | 緩行                                               | N R W                                              | 1920年8月1日                                       | 2 3 （IRTブロードウェイ-7番街線ボロー・ホール駅） 4 5 （IRTイースタン・パークウェイ線ボロー・ホール駅）                                                    |
| ダウンタウン・ブルックリン                         | バリアフリー・アクセス                                                                                            | ジェイ・ストリート-メトロテック駅                     | 緩行                                               | N R W                                              | 1924年6月11日                                      | かつてはローレンス・ストリート駅 A C (INDフルトン・ストリート線） F <F> （INDカルバー線）                                                                  |
| ダウンタウン・ブルックリン                         | |                                                       |                                                    |                                                    |                                                    | |
| ダウンタウン・ブルックリン                         | マンハッタン橋分岐線（B D N Q ）                                                                                  |                                                       |                                                    |                                                    |                                                    | |
| ダウンタウン・ブルックリン                         | | マートル・アベニュー駅                                | 緩行                                               |                                                    | 1915年6月22日                                      | 1956年7月16日廃止、マンハッタン方面のプラットホームのみ残存                                                                                                |
| ダウンタウン・ブルックリン                         | |                                                       |                                                    |                                                    |                                                    | |
| ダウンタウン・ブルックリン                         | トンネルからの線と橋からの線が合流                                                                                |                                                       |                                                    |                                                    |                                                    | |
| ダウンタウン・ブルックリン                         | バリアフリー・アクセス                                                                                            | ディカルブ・アベニュー駅                              | 橋側支線、トンネル側支線                           | B D N Q R W                                        | 1915年6月22日                                      | 6線あり、トンネル側の支線と橋側の支線のうち1組がこの駅のプラットホームに面している、橋側の支線のうち1組はプラットホームに面しない中央を通過する            |
| ダウンタウン・ブルックリン                         | ディカルブ・アベニュー駅のプラットホームに面した線からBMTブライトン線分岐（B Q ）、通過線はBMT4番街線急行線となる |                                                       |                                                    |                                                    |                                                    | |
| ダウンタウン・ブルックリン                         | バリアフリー・アクセス                                                                                            | アトランティック・アベニュー-バークレイズ・センター駅 | 緩行/急行                                          | D N R W                                            | 1915年6月22日                                      | 2 3 4 5 （IRTイースタン・パークウェイ線） B Q （BMTブライトン線） ロングアイランド鉄道アトランティック・ターミナル駅連絡、当初はパシフィック・ストリート駅 |
| パーク・スロープ                                   | | ユニオン・ストリート駅                                | 緩行                                               | D N R W                                            | 1915年6月22日                                      | |
| パーク・スロープ                                   | | 9丁目駅                                               | 緩行                                               | D N R W                                            | 1915年6月22日                                      | F G （INDカルバー線4番街駅） |
| パーク・スロープ                                   | | プロスペクト・アベニュー駅                            | 緩行                                               | D N R W                                            | 1915年6月22日                                      | |
| グリーンウッド・ハイツ                             | | 25丁目駅                                              | 緩行                                               | D N R W                                            | 1915年6月22日                                      | |
| サンセット・パーク                                 | | 36丁目駅                                              | 緩行/急行                                          | D N R                                              | 1915年6月22日                                      | |
| サンセット・パーク                                 | BMTウェスト・エンド線（D ）分岐、かつてのBMTカルバー線分岐（廃止）                                                |                                                       |                                                    |                                                    |                                                    | |
| サンセット・パーク                                 | | 45丁目駅                                              | 緩行                                               | N R W                                              | 1915年6月22日                                      | |
| サンセット・パーク                                 | | 53丁目駅                                              | 緩行                                               | N R W                                              | 1915年6月22日                                      | |
| サンセット・パーク                                 | | 59丁目駅                                              | 緩行/急行                                          | N R W                                              | 1915年6月22日                                      | |
| 急行線が分岐してBMTシー・ビーチ線となる（N W ）    | |                                                       |                                                    |                                                    |                                                    | |
| ベイ・リッジ                                       | | ベイ・リッジ・アベニュー駅                            | 緩行                                               | R                                                  | 1916年1月15日                                      | |
| ベイ・リッジ                                       | | 77丁目駅                                              | 緩行                                               | R                                                  | 1916年1月15日                                      | |
| ベイ・リッジ                                       | | 86丁目駅                                              | 緩行                                               | R                                                  | 1916年1月15日                                      | |
| フォート・ハミルトン                               | | ベイ・リッジ-95丁目駅                                 | 緩行                                               | R                                                  | 1925年10月31日                                     | |